# 器用貧乏
| ウィキペディアには「器用貧乏」という見出しの百科事典記事はありません（タイトルに「器用貧乏」を含むページの一覧/「器用貧乏」で始まるページの一覧）。 代わりにウィクショナリーのページ「器用貧乏」が役に立つかもしれません。 |